# Fiedotowo (osiedle)
Fiedotowo (ros. Федотово) – osiedle w Rosji, w obwodzie wołogodzkim, w rejonie wołogodzkim. W 2010 liczyło 5106 mieszkańców.